# Miklós Büttner
Miklós Büttner (1874-1938) est un juriste et un haut-fonctionnaire hongrois du XXe siècle.

## Biographie
Il est le fils de József Büttner et de Anna Friedler. Docteur en droit de l'Université de Budapest en 1897, Miklós Büttner est par la suite fonctionnaire du district de Liptószentmiklós (1898–1899) puis du ministère de l'Intérieur (1899-1917). Il est affecté au cours de la Première guerre mondiale au comité de contrôle télégraphique militaire à Budapest (1914-1917). Il est par la suite chef du département des Affaires étrangères du ministère des Services publics (1917-1918), puis représente le gouvernement hongrois lors des négociations économiques (mars 1918-1919) en amont du traité de Trianon (1920). Il est écarté des responsabilités durant l'éphémère République des conseils de Hongrie (mars-août 1919). Après l'effondrement de l'Autriche-Hongrie et du pays, il devient conseiller ministériel auprès du ministère des Services publics (1919-1920), du ministère de la Protection sociale et du Travail (1920-1921), chef du département présidentiel (1921-1926) et secrétaire d'État adjoint (1923-1926).

Epoux de Bruna Klamarik (1871°), Büttner est le beau-fils du Dr János Klamarik et le beau-père du Dr Andor Burchard-Bélaváry (1880-1947), marié à sa fille Lucia (1904-1957).

## Décorations
- Croix de guerre du mérite civil
- Commandeur de l'Ordre du Mérite hongrois

## Sources, liens externes
- Péter Kozák:Büttner Miklós In nevpont.hu, 2013
- Társadalmi lexikon (hu), Budapest, 1930
- Magyar politikai lexikon, Budapest, 1936
- Notice sur "Nemzeti Névtér" ("Catalogue National Hongrois")
- Faire-part de décès, Budapest, 1938. Bibliotheca Nationalis Hungaria.